# Iliana Alvarado
Iliana María Alvarado (geboren am 18. Februar 1960 in Prag, Tschechoslowakei), bürgerlicher Name Iliana María Alvarado-Dembowska, ist eine polnische Balletttänzerin, Choreographin und Tanzpädagogin.

## Leben
Alvarado besuchte bis 1979 die Escuela Nacional de Arte in Havanna und absolvierte dann ein zweijähriges Praktikum beim Ballet Nacional de Cuba unter Anleitung von Alicia Alonso, Laura Alonso, Alberto Mendez, Joaquin Banegas und anderen. Bei Praktika in Barcelona und Tarragona setzte sie ihre Ausbildung von 1982 bis 1983 bei Barbara Kasprowicz, Gerard Wilk, Serge Golovine und Rosella Hightower fort. Mit der Gruppe des Liceo de Barcelona führte sie eigene und Choreographien von Kasprowicz nach Musik von Johann Sebastian Bach und Enrique Granados auf.
Als Stipendiatin der französischen Regierung nahm sie 1984 erneut Unterricht bei Golovine und besuchte Tanzklassen von Wilk, Andrzej Glegolski und Gilbert Meyer. Ein weiteres Praktikum absolvierte sie 1988 beim Ballet Royal Wallonie Charleroi bei Menia Martinez, Wojciech Rybak und Jorge Lefevre. Bei einem Aufenthalt auf Hawaii studierte sie 1996 Hula bei Ulu Zuttermeister, koreanischen Tanz bei Mary Jo Freshley sowie japanischen und chinesischen Tanz bei Diane Letoto. Beim ImpulsTanz Vienna International Dance Festival 2001 nahm sie an einem Butoh-Workshop von Ko Murobushi teil. Am Centre National de Danse in Paris absolvierte sie von 2004 bis 2005 ein tanzpädagogisches Praktikum.
Als Tänzerin arbeitete Alvarado an der Nationaloper Warschau des Teatr Wielki in Warschau, am Warschauer Operettentheater und bei der Silva Regnum Company. Von 1988 bis 1992 war sie Choreographin am Luigi-Pirandello-Theater in Agrigent. 1995 leitete sie eine Klasse an einer Ballettschule in Bremen.
In ihren eigenen Projekten arbeitete sie mit Jazzmusikern und Vertretern der zeitgenössischen Musik, mit Theatern, Opernbühnen und dem Fernsehen zusammen und beteiligte sich an künstlerischen Aktionen und Performances, Videoproduktionen und Filmen.
Im Theater Powszechny in Warschau choreographierte sie 1993 das Stück Dancing in Lughnasa (Lughnasa – Zeit des Tanzes) von Brian Friel unter der Regie von Judy Friel. An der Oper in Lodz choreographierte sie 1999 Genezis z Ducha (basierend auf Juliusz Słowacki) von Marcin Jerzy Krzyżanowski. An der Oper in Lodz choreographierte sie 2000 die Oper Dialogues des Carmélites von Francis Poulenc unter der Regie von Krzysztof Kelm. An der Oper in Lodz choreographierte sie 2000 die Oper Echnaton von Philip Glass unter der Regie von Henryk Baranowski. An der Niederschlesischen Oper in Breslau choreographierte sie 2004 das Ballett völlig Durchscheinend (Totally Translucent; Absolutna Przejrzystość) über Edith Steins Leben mit Musik von Marcin Krzyżanowski. Im Jüdischen Esther-Rachel-und-Ida-Kamiński-Theater in Warschau choreographierte sie 2013 das Stück Kafka Dances von Timothy Daly unter der Regie von Lech Mackiewicz.
Von 2016 bis 2018 war Alvarado als Ballettdozentin und Tanzpädagogin an der Kreismusikschule Teltow-Fläming tätig. Aktuell (Stand: Mai 2024) kreiert sie Choreographien für Videoprojekte und Gyrotonic-Workshops in Berlin und Polen.  